# Asclepias crispa
Asclepias crispa är en oleanderväxtart som beskrevs av Berg.. Asclepias crispa ingår i släktet sidenörter, och familjen oleanderväxter. Inga underarter finns listade i Catalogue of Life.